# Tonaya
Tonaya  est une municipalité de l'État de Jalisco, au Mexique.